# Моисеево-Алабушка
Моисеево-Алабушка —  село в Уваровском районе Тамбовской области России. Административный центр Моисеево-Алабушского сельсовета.

## География
Село находится на берегу реки Большая Алабушка, на расстоянии 10 км к юго-западу от города Уварово, административного центра района.

### Часовой пояс
Село Моисеево-Алабушка, как и вся Тамбовская область, находится в часовой зоне МСК (московское время). Смещение применяемого времени относительно UTC составляет +3:00.

## Население
| 2002 | 2010  |
| ---- | ----- |
| 1207 | ↘1069 |

### Национальный состав
Согласно результатам переписи 2002 года, в национальной структуре населения русские составляли 98 % из 1207 чел.

## Улицы
| - ул. Кирпичная, - ул. Ленинская, - ул. Молодёжная, - ул. Московская, | - ул. Петровская, - ул. Пушкинская, - ул. Советская. |

## Инфраструктура
В селе находится Моисеево-Алабушская средняя общеобразовательная школа.